# ۷۲۶ (میلادی)
۷۲۶ (میلادی) هفتصد و بیست و ششمین سال تقویم میلادی است.

## درگذشتگان
‎